# Chacaritas Fútbol Club
O Chacaritas Fútbol Club, também conhecido como Chacaritas FC ou simplesmente Chacaritas, é clube de futebol equatoriano fundado em 22 de julho de 1960.
Sua sede fica em Pelileo (também chamada San Pedro de Pelileo), cidade e capital do cantão homônimo, na província de Tungurahua. Manda seus jogos no Estádio Ciudad de Pelileo, praça esportiva localizada em Pelileo e pertencente à Liga Desportiva Cantonal de Pelileo, que tem capacidade para 6 mil espectadores aproximadamente.
O clube é filiado à Associação de Futebol Profissional de Tungurahua, que por sua vez, é filiada à Federação Equatoriana de Futebol (FEF).
Entre seus feitos, está o título da edição de 2019 da Segunda Categoria, terceira divisão do Campeonato Equatoriano de Futebol.

## História
O Chacaritas Fútbol Club foi fundado em 22 de julho de 1960, na cidade de Pelileo, província de Tungurahua. Nos primeiros anos, destacou-se nos torneios de bairros e nas competições da Segunda Categoria provincial organizadas na cidade e na província. Porém, na década de 1990, o clube interrompeu suas atividades futebolísticas.
Em 2017, sob a liderança da família Maroto, retornou ao futebol profissional para disputar o torneio da Segunda Categoria de Tungurahua. Em um torneio que contou com a participação de seis clubes da província de Tungurahua, a nova equipe dominou a competição provincial e manteve-se constantemente na liderança, conquistando nove vitórias e um empate em dez partidas, com 41 gols marcados e apenas 4 sofridos. Como campeã provincial, a equipe se classificou para os Zonais da Segunda Categoria de 2017, encerrando a hegemonia do Pelileo SC como o tradicional campeão da Segunda Categoria de Tungurahua.
Já nos Zonais do Ascenso Nacional de 2017 da Segunda Categoria, a equipe integrou o grupo da Zona 2 ao lado do Puerto Quito (Pichincha), Deportivo Guano (Chimborazo), Deportivo Puyo (Pastaza), Mineros Sporting Club (Bolívar) e Club Valle de Quijos (Napo). Teve uma atuação destacada, com cinco vitórias, quatro empates e apenas uma derrota. Permaneceu na zona de classificação para a fase seguinte em oito das dez partidas disputadas e encerrou sua participação na liderança da Zona 2. Nos quadrangulares semifinais, a equipe integrou o Grupo 2 ao lado do Grecia (Manabí), Atlético Ibarra (Imbabura) e FC Insutec (Los Ríos), terminando na primeira colocação do grupo e garantindo a classificação para o quadrangular final. Na fase decisiva, enfrentou Puerto Quito, Orense e Rocafuerte, finalizando a campanha com um honroso terceiro lugar, mas não obteve o acesso.
Em 2019, o clube voltou a conquistar o primeiro lugar no torneio provincial de Tungurahua. No Ascenso Nacional da Segunda Categoria de 2019, integrou o Grupo 5 ao lado de Juventud Minera, Alianza, D'León e LDJ Macas, terminando na liderança e avançando para os quadrangulares semifinais. No quadrangular semifinal, compôs o Grupo D junto com La Paz, La Gloria e Patria, novamente ficando em primeiro lugar e garantindo vaga no quadrangular final. Nesta última fase, disputou com 9 de Octubre, Esmeraldas Fútbol Club e Otavalo Fútbol Club as duas vagas de acesso à segunda divisão do futebol equatoriano; na quinta rodada, assegurou um de seus objetivos ao conquistar a classificação para a Série B do Campeonato Equatoriano de Futebol de 2020. Na rodada final, confirmou de forma definitiva a liderança do quadrangular decisivo, sagrando-se campeão do Torneio de Ascenso de 2019.

## Temporadas no Campeonato Equatoriano de Futebol
| Competição        | Nível            | Status           | Anos                     |
| Série A           | Primeira divisão | Profissional     | nenhuma                  |
| Série B           | Segunda divisão  | Profissional     | 2020 ― hoje              |
| Segunda Categoria | Terceira divisão | Semiprofissional | 1992 ― 1997, 2017 ― 2019 |

## Títulos

### Nacionais
| Competição        | Nível            | Status           | Títulos  | Vices  |
| Segunda Categoria | Terceira divisão | Semiprofissional | 1 (2019) | nenhum |

### Provinciais
| Competição                      | Títulos              | Vices    |
| Segunda Categoria de Tungurahua | 3 (1992, 2017, 2019) | 1 (2018) |